# إسبن بارث إيدي
إسبن بارث إيدي (بالبوكمول: Espen Barth Eide) هو دبلوماسي وسياسي نرويجي، ولد في 1 مايو 1964 في أوسلو في النرويج. حزبياً، نشط في حزب العمال.

## مناصب
- انتخب وزير الدفاع [الإنجليزية]‏ (11 نوفمبر 2011 – 21 سبتمبر 2012).
- انتخب عضو برلمان النرويج  [لغات أخرى]‏ عن دائرة أوسلو [الإنجليزية]‏ وقد انضم خلال فترته النيابية  [لغات أخرى]‏  للكتلة البرلمانية حزب العمال.
- انتخب وزير الخارجية في النرويج (21 سبتمبر 2012 – 16 أكتوبر 2013).
- انتخب وزير دولة [الإنجليزية]‏ (17 أكتوبر 2005 – 11 نوفمبر 2011).

## روابط خارجية
- إسبن بارث إيدي على موقع IMDb (الإنجليزية)